# أوستين كولي
أوستين كولي هو لاعب كرة قدم كندية كندي، ولد في 11 نوفمبر 1985 في هاميلتون في كندا.

## وصلات خارجية
- أوستين كولي على موقع مرجع كرة القدم المحترفة.كوم (الإنجليزية)